# Парень из преисподней
«Па́рень из преиспо́дней» — фантастическая повесть советских писателей Аркадия и Бориса Стругацких из цикла «Мир Полудня».

## История создания
В марте 1973 года у братьев Стругацких были наработки по пяти различным сюжетам. В конце концов выбор пал на сюжет, имевший название «Мальчик из преисподней», работа по которому началась в октябре 1973 года. Изначально произведение задумывалось как сценарий для Мосфильма (затем для Одесской киностудии). Киносценарий носил название «Бойцовый кот возвращается в преисподнюю». Однако фильм не был принят к производству. Тогда на основе сценария была создана повесть «Парень из преисподней», в котором, по словам Бориса Стругацкого, «…нового, на самом деле, не было для авторов ничего», однако писателям «был небезынтересен сам Гаг», главный герой произведения.

## Сюжет
- Время действия: будущее, XXII век.
- Место действия: дальний космос, планета Гиганда, Земля.
- Социальное устройство: развитый коммунизм (Полдень).

Главный герой книги Гаг, от первого лица которого повествуется большая часть книги, — курсант военного училища, готовящего бойцов для элитных войсковых подразделений под названием «Бойцовые Коты», которое участвует в войне на планете Гиганда на стороне герцога Алайского. Из-за тяжёлой ситуации на фронте не закончившие подготовку курсанты отправлены в бой. Боевые действия ведутся между Империей и Герцогством Алайским и являются предметом наблюдения и вмешательства земных исследователей — прогрессоров. Один из них — Корней Яшмаа — спасает Гага после кровопролитной стычки, где парня смертельно ранило, и доставляет на Землю.
Гагу оказывают медицинскую помощь — полностью возвращают здоровье; он поселяется в доме Корнея. На Земле Гаг сталкивается с цивилизацией XXII века. Обитатель иного мира, который находился примерно в стадии развития Земли середины XX века, переносится в благоустроенный мир Полудня. Гаг поначалу предполагает, что это проверка его психики со стороны разведки. Но эта версия не находит подтверждения, и «бойцовый кот» ничего не понимает и совершенно растерян.
Проходит около земного месяца. Гаг наблюдает сцены благополучной земной жизни, отношения между людьми, построенные на равенстве, но внутренне не принимает такого положения вещей. Всё вокруг кажется ему обманом. Гаг часто вспоминает своего Герцога, испытывая воодушевление и патриотические чувства. Он подозревает, что Корней следит за ним и контролирует его действия, несмотря на то, что Корней всегда честно отвечает на его вопросы. Вскоре он сообщает Гагу, что война на его родной планете усилиями прогрессоров прекращена. Гаг решительно даёт понять Корнею, что хочет вернуться домой на Гиганду. Корней не соглашается, так как считает, что Гаг ещё не готов к мирной жизни и может быть опасен.
В доме Корнея Гаг встречает Данга, тоже алайца, который является гениальным математиком, однако Данг стал калекой во время войны. Данг ненавидит военных, а Гаг испытывает неприязнь к людям с физическими недостатками. Не сдержавшись, Гаг избивает Данга до крови. Рассерженный этим поступком Корней даёт Гагу отчёты прогрессоров на Гиганде, из которых тот узнаёт неприятные факты о правителях его страны. Под давлением этих документов Гаг многое переосмысливает и решается любой ценой добраться до дома. Из одного патрона, оставшегося у него в кармане куртки, при помощи универсального клонировального аппарата Гаг получает целый магазин, а затем вооружается кустарным автоматом, изготовив его при помощи робота. Гаг угрожает автоматом Корнею и агенту, отправляющемуся на Гиганду, требуя возвращения домой.
Неизвестно, каким именно образом Гаг вернулся, однако в финальной сцене он уже находится на родной планете и видит колонну беженцев из поражённого чумой города. Там он видит врача, который разительно напоминает ему землян:
Что в нём было? Старенький, немощный, грязный… А Гаг почему-то вдруг увидел перед собой залитые солнцем комнаты, огромных, красивых, чистых людей в комбинезонах и пёстрых рубашках и как вспыхивают огни «призраков» над круглой поляной… Это было словно наваждение.
 Заканчивается книга эпизодом, в котором Гаг помогает вытащить из грязи грузовик врача, везущий лекарство в заражённый город.

## Персонажи
- Гаг. Курсант III курса школы Бойцовых Котов.
- Корней Яшмаа. Прогрессор с Земли.
- Гепард. Настоящее имя — Дигга. Старший наставник, офицер. Командир подразделения, в котором служит Гаг.
- Данг. Юноша с Гиганды, увлекается математикой. Гражданский. Пацифист.

## Цензура и критика
Изначально сюжет «Парня из преисподней» предполагалось облечь в форму киносценария, однако, по словам Бориса Стругацкого, фильм был запрещён к производству под двумя предлогами:
- обвинение в «надоевшем экспорте революции»;
- обвинение Стругацких в продвижении идей сионизма[2].

Повесть была напечатана полностью в журнале «Аврора» в 1974 году, а затем «при подготовке в издательстве „Детская литература“ сборника „Незримый мост“ редакция настоятельно попросила „несколько приблизить повесть к читателю детской литературы“ и учесть возрастную специфику. В результате этого во всех без исключения книжных изданиях повести (а это либо издания „Детской литературы“, либо перепечатки с них) массовый читатель (в том числе и далеко не подросткового возраста) имеет дело с сокращенным и адаптированным для школьников вариантом», по крайней мере до 2003 года.

## Продолжения
В рамках проекта «Время Учеников» Михаилом Успенским написано продолжение, повесть «Змеиное молоко», описывающая противостояние спецслужб Гиганды и прогрессоров. Являет собой вольный пересказ, не связанный сюжетом и не являющийся частью вселенной.